# 覺羅成孚
覺羅成孚（1834年—1895年），字嘉甫、號子鶴，清朝宗室、官员，愛新覺羅氏。
咸豐八年，任刑部筆帖式；次年捐光祿寺署正分發行走、員外郎分發禮部行走。咸豐十一年，任兵部武選司員外郎。同治元年，任總理各國事務衙門章京；次年任各國事務衙門額外行走。同治四年，任武選司郎中。同治五年，任各國事務衙門章京。同治六年，任張家口監督。同治八年，任河南開歸陳許道。同治十一年，任長蘆鹽運使。光緒三年，任廣東鹽運使。光緒四年，任廣東按察使、河南布政使，署廣東布政使。光緒五年，任廣東布政使。光緒九年，護理河南巡撫。光緒九年，任河東河道總督。

## 家族
- 福滿（都督福滿，追尊興祖直皇帝，十一世祖）
- 索長阿（十世祖）
- 飛永敦（九世祖）
- 覺羅克春 （八世祖，騎都尉）
- 覺羅務喇納 （七世祖）
- 覺羅務爾喀 （六世祖）
- 覺羅務禮 （五世祖,雲騎尉）
- 覺羅布希 （高祖父,佐領兼雲騎尉）
- 覺羅巴延三 （曾伯祖父，布希第七子，巡撫）
- 覺羅特克錫楞 （曾祖父，布希第八子）
- 覺羅和通阿 （祖父）
- 覺羅克保 （父）、覺羅克舒 （叔）、伊爾根覺羅氏 （母，驍騎校德福之女）
- 覺羅成平 （兄，員外郎）、覺羅成允 （兄）
- 覺羅鍾峻